# Rosice, Chrudim
Rosice là một làng thuộc huyện Chrudim, vùng Pardubický, Cộng hòa Séc.